# Донецкая возвышенность
Донецкая возвышенность (укр. Донецька височина) находится в юго-восточной Украине, в Донецкой, Луганской и частично Харьковской областях. Длина свыше 350 километров. В её пределах выделяется кряж в юго-восточной части. Высота до 367 метров (гора Могила Мечетная). Расчленена речными долинами и оврагами. Распространён карст. Характерные антропогенные формы рельефа (терриконы, карьеры и т. д.). Месторождения каменного угля, руд цветных металлов, строительных материалов и т. п. Лежит в степной зоне, кое-где сохранились участки широколиственных лесов.